# Fernando Martínez de la Escalera y Goróstegui
Fernando Martínez de la Escalera y Goróstegui nació el 20 de junio de 1895 en Villaviciosa de Odón, siendo el segundo hijo del matrimonio de Manuel Martínez de la Escalera, entomólogo vinculado al Museo Nacional de Ciencias Naturales (Madrid, España), con Emma Goróstegui.

## Biografía
Entre 1909 y 1915 se trasladó con su familia a vivir a Marruecos, primero en Mogador y posteriormente en Tánger, lo que le permitió aprender tanto el árabe como el chelja. Esto, junto con una iniciación muy temprana por parte del padre en el campo de la entomología, le ayudó a llevar a cabo varias expediciones por el SO de Marruecos. En una de ellas, en 1912, se internó con tan sólo dieciséis años en los valles del Sus y del Tifnout durante dos meses junto con un par de criados, sorteando todo tipo de penalidades y peligros. El relato de este viaje y la descripción de las especies encontradas las publicó junto con su padre un año después.
Gracias a su aprendizaje de las lenguas locales, durante ese período también trabajó como intérprete de numerosos europeos y como secretario del ex-sultán Mulay Hafid.